# 우형식
우형식(禹亨植, 1955년 5월 26일 ~ )은 대한민국의 공무원이다.

## 학력
- 대전고등학교 졸업
- 서울대학교 교육학 학사
- 오리건대학교 교육학 석사
- 성균관대학교 대학원 교육학 박사과정 수료

## 명예 박사 학위
- 순천향대학교 교육학 명예박사

## 경력
- 1994.03 ~ 1995.01 : 교육부 인사담당서기관
- 1995.01 ~ 1995.07 : 충남대학교 교무과장
- 1995.07 ~ 1996.01 : 충남대학교 경리과장
- 1996.01 ~ 1996.08 : 한국교육개발원 근무
- 1998.06 ~ 1999.05 : 교육부 장관 비서관
- 1999.06 ~ 1999.12 : 교육부 지방교육자치과장
- 1999.12 ~ 2000.08 : 교육부 총무과장
- 2000.08 ~ 2001.01 : 인천광역시교육청 부교육감
- 충청남도교육청 부교육감
- 교육인적자원부 지방교육지원국장
- 교육인적자원부 대학지원국장
- 교육인적자원부 교원정책심의관
- 2006.03 ~ 2007.07 : 국민건강보험공단 이사
- 2007.08 ~ 2008.02 : 한국학술진흥재단 이사
- 2007.09 ~ 2008.02 : 울산과학기술대학교 이사
- 2008.03 ~ 2008.12 : 교육과학기술부 제1차관
- 2009.04 ~ 2013.03 : 금오공과대학교 총장
- 2015.02 ~ 2023.02 : 한림성심대학교 총장

## 수상
- 1988년 : 문교부 장관상
- 1991년 : 대통령 표창
- 2006년 : 홍조근정훈장

## 참고
| 전임 서남수 (교육인적자원부 차관) | 초대 교육과학기술부 제1차관 2008년 2월 29일 ~ 2009년 1월 20일 | 후임 이주호 |